# Eduardo Wandenkolk

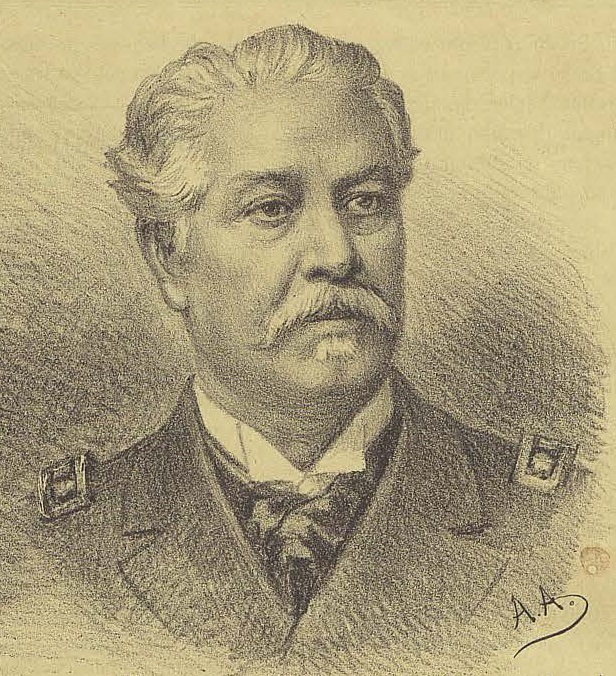
Admiraal Eduardo Wandenkolk (1902), door Angelo Agostini

Eduardo Wandenkolk (Rio de Janeiro, 29 juni 1838 - Rio de Janeiro, 3 september 1902), was een Braziliaanse militair en politicus.
Hij was een admiraal (sinds 1899) van de Braziliaanse marine. In 1853 ging hij bij de marine. Hij maakte spoedig carrière en werd bevorderd tot viceadmiraal. Hij sloot zich aan bij de Militaire Club (Clube Militar) die tegen de monarchie samenzwoer. Na de staatsgreep van 15 november 1889 die een einde maakte aan de monarchie was hij van 15 november 1889 tot 22 januari 1891 minister van Marine en van 12 maart tot 19 april 1890 interim-minister van Defensie. In 1890 werd Wandenkolk in de Senaat gekozen. Hij was voorzitter van de Militaire Club (opvolger van admiraal Custódio de Melo). In september 1893 kwam hij met de admiraals Custódio de Melo en Saldanha da Gama in opstand tegen president Floriano Peixoto (zie: Marineopstand). De opstand werd echter onderdrukt door het regeringsleger (maart 1894). Wandenkolk werd gevangengenomen en zat een jaar gevangen in het fort van Santa Cruz, nadien hernam hij zijn activiteiten in de Senaat.
In 1900 was hij chef van de generale staf. Hij was ook een vrijmetselaar (net als overigens Custódio de Melo). Eduardo Wandenkolk overleed op 64-jarige leeftijd.
- Library of Congress Control Number: no2006055676
- Virtual International Authority File: 12060332
- WorldCat: E39PBJrckwWRQ3MwRJbCCvdJDq